# 沖縄県立西原高等学校
沖縄県立西原高等学校（おきなわけんりつ にしはらこうとうがっこう）は、沖縄県中頭郡西原町翁長にある県立高等学校。

## 沿革
- 1975年4月10日 - 沖縄県立西原高等学校の開校式及び入学式を実施する。（職員30名・入学者450名）
- 2003年4月1日 - コース制を導入する。（健康福祉コース2クラス、情報コース2クラス、国際文化コース1クラス、文理進学コース5クラス）
- 2004年4月1日 - 文理進学コースを1クラス減らす。
- 2005年4月1日 - 文理進学コースを1クラス減らす。

## クラブ活動
- マーチングバンドが全国的に有名で、海外遠征も積極的に行っている。
- バレー部も男女共高校総体で（H26）優勝
- 女子バスケット部も全国大会の常連

## アクセス
モノレール
- 沖縄都市モノレール線てだこ浦西駅下車、徒歩20分。

路線バス
| 乗車駅およびターミナル | のりば・系統                                             | 下車停留所          |
| ---------------------- | -------------------------------------------------------- | ------------------- |
| 那覇バスターミナル     | 8番:97番・琉大（首里）線 8番:333・那覇西原（末吉経由）線 | 棚原入口、徒歩2分。 |
| てだこ浦西駅           | 233・西原てだこ線 294・てだこ琉大快速線                  | 棚原入口、徒歩2分。 |
| 那覇バスターミナル     | 8番:346・那覇西原（鳥堀経由）線                          | 翁長、徒歩3分       |

## 主な卒業生
- 山内美咲 - バレーボール選手
- 仲本賢優 - バレーボール選手
- 奥里綾子 - バスケットボール選手
- 川上麻莉亜 - バスケットボール選手
- 砂川夏輝 - バスケットボール選手
- 知名祐里 - バスケットボール選手
- 又吉克樹 - プロ野球選手（福岡ソフトバンクホークス）
- 島井寛仁 - プロ野球選手（東北楽天ゴールデンイーグルス）　※2年次に興南高等学校より編入
- 上原慎也 - サッカー